# Bluff Knoll
A Bluff Knoll hegycsúcs a Stirling-hegység legmagasabb csúcsa, Nyugat-Ausztráliában található. Nyugat-Ausztráliában ez az egyetlen olyan hely, ahol az évek döntő többségében rendszeresen hullik hó. A legutolsó komolyabb hóesés 1992. október 2-án volt, amikor 20 centiméter hó hullott a csúcson, valamint friss hóréteget észleltek a hegy lábánál 450 méteres tengerszint feletti magasságban. Noha a Bluff Knollt gyakorta a legmagasabb csúcsként emlegetik, mégsem az, mivel a Hamersley-hegységben lévő, 1249 méter magas Mount Meharri, amely a Karijini Nemzeti Parkban található, 150 méterrel magasabb nála. 
A helyi őslakosok, a quaaniyan és a koreng népcsoportok tagjai a hegyet Pualaar Miial néven nevezték, amelynek jelentése a „nagy, sokarcú hegy”.A csúcs gyakran ködbe burkolózik, ám az is sokszor előfordul, hogy a csúcs kiemelkedik a környező völgyekben megülő ködtakaróból. 
A Bluff Knoll megmászása mintegy 3-4 órát vesz igénybe és jó fizikai állapotban lévő emberek mindenféle nehézség nélkül meg tudják csinálni. 
A hegy csúcsáról nem csak a Stirling-hegység környező csúcsaira, hanem a távolabbi Porongurup-hegység csúcsaira is szép kilátás nyílik, akárcsak az Albany melletti tengerpartra.

## Fordítás
Ez a szócikk részben vagy egészben  a   Bluff Knoll című angol Wikipédia-szócikk ezen változatának fordításán alapul.  Az eredeti cikk szerkesztőit annak laptörténete sorolja fel. Ez a jelzés csupán a megfogalmazás eredetét és a szerzői jogokat jelzi, nem szolgál a cikkben szereplő információk forrásmegjelöléseként.